# Цілую, Кітті
Цілую, Кітті (англ. XO, Kitty) — американський романтичний драмедійний телесеріал, створений Дженні Хан для Netflix, прем'єра якого відбулася 18 травня 2023 року. Це спіноф серії фільмів «Усім хлопцям» (адаптація книжкової трилогії Хан «Усім хлопцям, яких я кохала...») і перший телевізійний серіал Netflix, який є спінофом оригінального фільму Netflix. Хан є сценаристом і виконавчим продюсером, а також шоуранером. Анна Кеткарт втілює головну роль Кітті Сонг Кові, старшокласниці, яка вирушає у власну подорож, щоб знайти справжнє кохання. Серіал отримав позитивні відгуки критиків.
У червні 2023 року серіал було продовжено на другий сезон, прем'єра якого відбулася 16 січня 2025 року.

## Акторський склад

### Головний
- Анна Кеткарт — Кетрін «Кітті» Сонг-Кові[5]
- Чой Мін Йонг[en] як Де Хон «Де» Кім[6]
- Джіа Кім[d] — Юрі Хан[6]
- Сан Хон Лі — Мін Хо Мун[6]
- Ентоні Кейван[de] — Квінсі «К'ю» Шабазян[6]
- Пітер Турнвальд[d] — професор Алекс Фіннерті Лі[6]
- Ріган Алія[d] в ролі Джуліани Портер (сезон 1-2)[6]
- Філіп Лі в ролі Янг Мун (сезон 2)
- Одрі Гюйн — Естер Шім / Стелла Чо (сезон 2)

### Повторюваний
- Юнджин Кім — режисерка Джі-на Лім (сезон 1)[6]
- Майкл К. Лі[en] — професор Деніел Лі[6]
- Джоселін Шелфо — Медісон Міллер[6]
- Лі Сон Вук[en] — містер Кім[7]
- Тео Ож'є Бонавентура в ролі Флоріана (1 сезон)[7]
- Лі Х'юн Чул[en] як містер Хан (сезон 1)[7]
- Санні О як Мі-хі[7]
- Рю Хан-бі[en] — Юніс Кан[7][8]
- Саша Бхасін у ролі Правіни Бгакті (сезон 2)
- Джошуа Лі як Джин Лі (сезон 2)

### Гостьовий
- Джон Корбетт у ролі Дена Кові (сезон 1)[7]
- Сараю Рао[en] як Тріна Ротшильд (сезон 1)[7]
- Хан Чхе Йон[en] — Дамі (сезон 1), мати Мін Хо[9]
- Ок Тек Йон[en] як Оушн Парк (сезон 1)[9]
- Чхе-рін[zh] із «Cherry Bullet» як Лулу (сезон 1)[10]
- Пеніел Шин[en] як Джун Хо Мун (сезон 2)
- Ной Сентінео в ролі Пітера Кавінскі (сезон 2)
- Джанель Перріш — Марго Сонг-Кові (сезон 2)

## Епізоди

### Огляд серій
| Сезон | Епізоди | Епізоди | Оригінальний показ | Оригінальний показ |
| ----- | ------- | ------- | ------------------ | ------------------ |
| 1     | 10      | 10      | 18 травня 2023     | 18 травня 2023     |
| 2     | 8       | 8       | 16 січня 2025      | 16 січня 2025      |

### Сезон 1 (2023)
| № серії (загалом) | № серії (в сезоні) | Назва серії                           | Режисер(и)         | Сценарист(и)                   | Оригінальна дата показу |
| --- | ------------------ | ------------------------------------- | ------------------ | ------------------------------ | ----------------------- |
| 1 | 1                  | «Обіймаю, цілую»                      | Дженніфер Арнольд  | Дженні Хан і Шивон Вівіан      | 18 травня 2023          |
| Кітті Сонг Кові підтримує стосунки на відстані зі своїм хлопцем Дае, який живе в Південній Кореї. Їй пропонують повну стипендію в Корейській незалежній школі Сеула (англ. Korean Independent School of Seoul, KISS), де Дае є учнем середньої школи, а також навчалася її мама. Бажаючи побачити Дае і відчути зв’язок зі своєю мамою, вона переконує тата відпустити її. В аеропорту Сеула вона спізнюється на автобус, який мав відвезти її до школи, і намагається самостійно доїхати, використовуючи громадський транспорт. Кітті випадково зачіпає на вулиці машина з Юрі, популярною студенткою KISS, чия мама є директором. Юрі пропонує підвезти її до школи, і Кітті згодом дізнається, що шофер є батьком Дае. Юрі перебуває в таємних стосунках із дівчиною на ім’я Джуліана, і щоб приховати це від своєї мами, вона змушує Дае видаватися її хлопцем в обмін на оплату його навчання за семестр. Кітті прибуває на шкільну вітальну вечірку та дуже радіє, побачивши Дае, але вона йде з розбитим серцем, коли Юрі каже їй, що Дае — її хлопець. |                    |                                       |                    |                                |                         |
| 2 | 2                  | «Якого біса?»                         | Дженніфер Арнольд  | Шивон Вівіан                   | 18 травня 2023          |
| Дае намагається пояснити Кітті правду, але вона відмовляється його слухати. Однак через те, що школа помилково приймає її за учня-хлопця, вона дізнається, що її сусідами по кімнаті є Дае і двоє його друзів: К’ю та Мін Хо. Вона замикається у своїй кімнаті, бажаючи піти наступного ранку, але передумує, знайшовши кілька місць в кампусі, де її мама позувала на фотографіях. Батько Юрі, важливий бізнесмен, влаштував скандал після того, як відео, на якому він погано поводився зі співробітником, стало вірусним, особливо після того, як Юрі опублікував мем про це. Мама Юрі пропонує вихід: під час прес-конференції вона оприлюднює стосунки Юрі та Дае як можливість для компанії, яка починає пропонувати стипендії малозабезпеченим студентам. Помітивши, як Дае відмовляється тримати Юрі за руку під час прес-конференції, Кітті підозрює, що стосунки фальшиві. |                    |                                       |                    |                                |                         |
| 3 | 3                  | «Школа»                               | Джефф Чан          | Аланна Беннетт                 | 18 травня 2023          |
| У перший день навчання в KISS Кітті отримала прізвисько «Портлендський сталкер». Дае хоче розповісти Кітті правду про свої стосунки з Юрі, але він змушений підписати угоду про нерозголошення та тримати це в таємниці. Юрі каже йому, що вона не проти, якщо Кітті дізнається, що стосунки фальшиві, якщо причина стосунків не розголошується. Учитель каже мамі Юрі, директрисі, що він підозрює, що Дае написав для Юрі одне із завдань. Мама Юрі забирає її кредитну картку, руйнуючи її плани щодо подорожі з Джуліаною, яка зникла після того, як економка Джуліани побачила її та Юрі в обіймах. Кітті дізнається, що Кью закоханий в хлопця на ім’я Флоріан, і допомагає їм стати партнерами в лабораторії на уроці хімії. Мін Хо грубо ставиться до Кітті під час уроку, і вона оприлюднює його прізвисько «Какаючий малюк» з реклами, в якій він знімався в дитинстві, що призвело до того, що всі з нього насміхалися. Кітті погано вчиться на уроках, тому їй призначають репетитора, яким виявляється Дае. Юрі розповідає Дае, як Кітті оприлюднила таємницю Мін Хо, через що він розчарувався в Кітті та розійшовся з нею. Вона каже йому віддати їй намисто її мами (яке він носив), а він каже їй, що його стосунки з Юрі — справжні. Браслет дитячої лікарні з 1993 року випадає з щоденника мами Кітті, завдяки чому вона розуміє, що її мати народила дитину, коли була підлітком. |                    |                                       |                    |                                |                         |
| 4 | 4                  | «Нарешті п’ятниця»                    | Джефф Чан          | Емілі Кім                      | 18 травня 2023          |
| Кітті переселяють до гуртожитку для дівчат після того, як Мін Хо повідомляє про помилку з житлом. Її сусідка по кімнаті — дівчина, яка постійно грає у відеоігри та дуже безладна. Кітті намагається підходити до Дае як до друга, ділиться всім, що нещодавно дізналася про свою матір. Вона приєднується до клубу активного відпочинку К'ю, щоб проводити час з Дае, але Мін Хо розповідає Юрі, і вона також приєднується. Фотографуючись для Юрі, Кіті знаходить лікарню, яка була на дитячому браслеті. Їй вдається потрапити в кімнату записів у лікарні та виявляє, що у неї є зведений брат, якого усиновила австралійська пара. Її ловить охорона, але професор Фінерті приходить їй на допомогу. Вони говорять про його досвід усиновлення, і вона підозрює, що він може бути її зведеним братом. Мін Хо знаходить відео, опубліковане сусідкою по кімнаті Кітті, на якому Кітті спить, і хлопці закликають її виїхати. К'ю пропонує їй повернутися до них, викликаючи напругу між Дае і Кітті. |                    |                                       |                    |                                |                         |
| 5 | 5                  | «Якщо чесно»                          | Дженніфер Арнольд  | Сара Чой                       | 18 травня 2023          |
| Відбувається Чхусок, під час якого люди йдуть додому, щоб провести час із родиною. Кітті планує вечерю з професором Фінерті та іншими експатами, щоб сказати йому, що вони родичі. Юрі розпитує свою маму про те, що вона та мама Кітті, Єва Сонг, були друзями в KISS, але Джина заперечує близькість з Євою. Батьки Юрі сваряться через те, що її батько так багато подорожує через роботу, тож вона йде до дому Дае, щоб відсвяткувати свято там. Посильний передає їй пакунок, який Кітті надіслала Дае, у якому було намисто, яке вона спочатку йому подарувала, але Юрі не віддає його Дае. На вечерю Чхусок Кітті готує картопляне пюре, не знаючи, що непереносимість лактози поширена серед азіатів. Через неї Мін Хо пропускає побачення з поп-зіркою Лулу, але вона організовує перенесення їхнього побачення на наступний вечір. Фіннерті розповідає Кітті, що професор Лі є його батьком, але Лі цього не знає. Юрі приходить додому, де бачить, як її мати приготувала їжу для Чхусока. Після того, як Юрі лягає спати, Джина вириває сторінку з щорічника KISS 1993 року, на якій вони з Євою зображені разом, і спалює її. |                    |                                       |                    |                                |                         |
| 6 | 6                  | «Випивка із собою»                    | Дженніфер Арнольд  | Ханна Стенбрідж і Кріс Мартін  | 18 травня 2023          |
| Мін Хо бачить сон про Кітті, що свідчить про те, що він відчуває до неї почуття. Кітті засмучена через те, що Дае не подякував їй за повернення намиста, не знаючи, що Юрі залишила його собі. Кітті хоче поговорити з Лі, познайомитися з ним ближче та познайомити Фіннерті з Марго та Ларою Джин, але Фіннерті каже їй, що не всі живуть за «розкладом Кітті», і що їй краще зосередитися на навчанні. К'ю запрошує Кітті на вечірку до Мін Хо, де вона має намір знайти когось нового, щоб поцілувати. Юрі бреше своїй матері, кажучи, що вона збирається на побачення з Дае, але насправді є діджеєм на вечірці Мін Хо. Кітті зустрічає хлопця на ім'я Геон, але втрачає до нього інтерес, коли він починає обмовляти Юрі. П'яна Кітті збирається надіслати смс Фіннерті, але випадково відправляє його Лі, який повідомляє Джині про вечірку. Джина стежить за Юрі на своєму телефоні та розуміє, що Юрі їй збрехала. Лі та Джина приходять, щоб закінчити вечірку. Дае сперечається з Юрі, з приводу того, що вона сховала від нього намисто, але перш ніж вона встигає щось сказати, Лі зупиняє музику, закриваючи вечірку. Мін Хо бачить розмову Дае і Кітті, не знаючи, що Кітті покінчила з ним, і Мін Хо цілує Медісон. Кітті сниться Юрі, показуючи, що вона розвинула до неї почуття. |                    |                                       |                    |                                |                         |
| 7 | 7                  | «Сьогодні я дізналася»                | Памела Романовські | Джессіка О'тул                 | 18 травня 2023          |
| Учнів, спійманих на вечірці, карають затриманням у школі в суботу, і Лі розповідає всім, що це Кітті повідомила йому про вечірку. Юрі каже Дае, що вона боялася, що він перестане бути її другом і залишить її, щоб бути з Кітті, тому вона не віддала йому намисто. Вона планує повернути намисто Кітті, але, дізнавшись, що Кітті живе з Дае, Юрі натомість одягає його на затримання, викликаючи тертя з Кітті. Джина бачить намисто і вважає, що воно належить їй, даючи зрозуміти Кітті та Юрі, що вона збрехала про свої стосунки з Євою. Юрі шукає щорічник KISS за 1993 рік у кабінеті її матері та виявляє, що Джина відіслала Джуліану. Юрі та Кітті шукають щорічник у будинку Лі, і Кітті бачить фотографію Джини та Єви в однакових намистах, на яких Джина має надлишкову вагу, що свідчить про те, що вона — біологічна мама Алекса. Юрі дзвонить папараці і публічно заявляє про те, що розійшлась з Дае, написавши своїй мамі, що вона ніколи не пробачить їй того, що вона зробила з Джуліаною. Дае шукає Кітті, сподіваючись бути з нею. |                    |                                       |                    |                                |                         |
| 8 | 8                  | «Рушаймо!»                            | Памела Романовські | Джессіка О'тул і Саша Ротшильд | 18 травня 2023          |
| Після того, як вони знову зійшлися, Кітті та Дае лише цілуються, що дратує її, адже вона хоче поговорити про його стосунки з Юрі, а він не хоче, що змушує її сумніватися в тому, чи може вона йому довіряти. Студенти подорожують до села, яке постраждало від повені, і допомагають відновлювати околиці. Стосунки Кью та Флоріана страждають, оскільки розлучені батьки Флоріана хочуть, щоб він переїхав до Греції та Франції відповідно. Нарешті Юрі каже Кітті правду: що вона — лезбійка і Дае допомагав їй приховувати свої стосунки. За допомогою Марго, Кітті знаходить Джуліану та влаштовує FaceTime з Юрі. Дае готує сюрприз для Кітті, кажучи їй, що любить її, і вона каже, що теж кохає його. Мін Хо розуміє, що хоче стосунків, але Медісон цього не хоче, тому їхні шляхи розходяться. Кітті розповідає Юрі, що з Дае все пройшло добре, але, як тільки вона бачить, як Юрі розмовляє з Джуліаною, вона розуміє, що вона не щаслива. |                    |                                       |                    |                                |                         |
| 9 | 9                  | «Звичайна ситуація — скрізь гармидер» | Катіна Медіна Мора | Саша Ротшильд                  | 18 травня 2023          |
| Джина біжить підтюпцем, і Алекс знаходить її і каже їй, що він — її син. Вона зізнається, що коли народжувала, у лікарні назвалася Євою. Джина розповідає про це своєму чоловікові, і він каже їй заплатити Алексу, щоб він не розкрив правду. Юрі підслуховує розмову і дізнається, що у неї є зведений брат. Вона здійснює камінг-аут перед своєю мамою і йде з дому, переїжджаючи до Кіті та хлопців. Кітті потрібно здати всі її предмети, інакше їй не дозволять залишитися в KISS. Усі допомагають їй вчитися та погоджуються брати участь у шоу талантів, у якому Лі пропонує додаткові заліки за найнижчі класи. Алекс планує залишити KISS і ніколи не повертатися, але Кітті каже йому залишитися, оскільки Юрі знає, що в неї є зведений брат і хоче з ним зустрітися. Кітті не сказала Юрі, що Алекс — її зведений брат, оскільки Алекс попросив її нічого їй не говорити. Мін Хо і Дае підозрюють, що Флоріан зраджує Кю, але виявляється, що він зшахраював на випускних іспитах. Юрі пропонує навчити Кіті танцювати з фанатами, щоб виступити в шоу талантів, але Кітті нервує біля Юрі під час репетиції. Перед виступом Джина підходить до Юрі, кажучи, що Алекс — її зведений брат, що шокує Юрі. Джина каже, що думала, що Кітті вже розповіла їй, що призвело до сварки Юрі та Кіті під час виступу. Сукня Кітті загорілася під час вистави через феєрверк, який збиралися використати в іншому номері. Мін Хо вистрибує на сцену і допомагає їй, а Дае бачить, як Мін Хо дивиться на неї, і розуміє, що Мін Хо має почуття до Кітті. Джина представляє Юрі та Алекса як брата і сестру і йде разом з ними. Кітті зізнається Дае, що відчуває почуття до іншої людини, і, вважаючи, що вона має на увазі Мін Хо, він сердито відходить, щоб посваритися з ним. |                    |                                       |                    |                                |                         |
| 10 | 10                 | «Справжнє кохання»                    | Катіна Медіна Мора | Джессіка О'тул і Саша Ротшильд | 18 травня 2023          |
| Кітті каже Дае, що інша людина, до якої вона має почуття, це Юрі, що завдає йому болю і змушуює його піти. Джина каже Лі, що Алекс його син і що вона не казала йому, щоб він не відмовився від своєї мрії заради нього. Опубліковано результати остаточних іспитів — Кітті склала всі екзамени, але її виключають, коли з’ясовується, що вона жила в гуртожитку для хлопців. Кітті дає Джині музику, яку вона завантажила, вважаючи, що це для її мами, а Джина дає їй листа, який Єва написала їй, але вона так і не відповіла. Флоріан займає перше місце в результатах іспиту через його списування, що ставить під загрозу стипендію Дае, яка вимагає, щоб він був першим у рейтингу, що ставить К'ю у скрутне становище. Кітті розходиться з Дае, кажучи йому, що він був першим хлопцем, якого вона любила, а він каже їй, що теж кохав її. Юрі в аеропорту чекає на Джуліану, і Кітті збирається сказати їй, що вона відчуває, але коли з’являється Джуліана — Кітті тихо йде. Юрі дзвонить своїй матері і каже, що виключення Кітті було помилкою. Кітті читає лист своєї мами в літаку і дізнається, що першим коханням її матері був хтось на ім'я Саймон. Мін Хо садять поруч з нею, — він їде до своєї мами в Лос-Анджелес, і він зізнається у своїх почуттях Кітті, залишаючи її приголомшеною. |                    |                                       |                    |                                |                         |

### Сезон 2 (2025)
| № серії (загалом) | № серії (в сезоні) | Назва серії              | Режисер(и)         | Сценарист(и)                       | Оригінальна дата показу |
| --- | ------------------ | ------------------------ | ------------------ | ---------------------------------- | ----------------------- |
| 11 | 1                  | «Знову K.I.S.S»          | Катіна Медіна Мора | Джессіка О'тул                     | 16 січня 2025           |
| Кітті повертається в K.I.S.S завдяки втручанню Юрі. На щастя, Кітті не приймає цей другий шанс як належне. Вона готова відмовитися від свого титулу королеви хаосу і перегорнути новий аркуш. Тим часом зміни витають в повітрі K.I.S.S. Після скандалу з директором Лімом професор Лі тепер директор школи. Скандал також спричинив втрату школою кількох учнів та жертводавців, і директорові Лі довелося працювати над цим. На щастя, вся банда знову разом, але між Кітті та Мін Хо виникла неприємна напруга. З огляду на те, як вони розійшлися в минулому сезоні, цього можна було очікувати. Те ж саме стосується того факту, що Дае все ще закоханий у Кітті і звинувачує себе в напрузі між Мін Хо та Кітті. З іншого боку, Юрі і Джуліана знову разом і дивують Кітті, коли оголошують, що житимуть у гуртожитку у одній кімнаті. Кітті сподівалася отримати одномісну кімнату і, побачивши Юрі, пробудить у собі всі почуття, які вона приховувала. Вона усвідомлює, що на неї чекає тривалий кошмар: вона змушена спостерігати за тим, як її краш, Юрі сюсюкатиметься зі своєю дівчиною, поки вони живуть разом. Навіть поява четвертої сусідки по кімнаті, Стелли, не допомагає. Не маючи вибору, Кітті просить директора Лі поміняти її кімнатами, оскільки кімната з другом відволікатиме її від нової мети — зосередитися на навчанні. Він обіцяє розібратися. Кітті також запитує його про одного з друзів її мами, Саймона. Лім каже їй, що Саймон може бути тим чоловіком, за яким Єва послідувала до Сеула. Він також згадує, що Єва посварилася зі своїми батьками, особливо з мамою, яка не хотіла, щоб Єва їздила до Кореї. Це було сюрпризом для Кіті, яка була під враженням, що її мама завжди ладнала з її бабусею. В особистому плані Юрі має справу з кількома важкими особистими проблемами. Її батьки розлучаються, а мама відновлюється в оздоровчому центрі в Таїланді. Вона запрошує банду на вечерю з шашликами, щоб розпочати новий семестр. Спочатку Кітті хоче відмовитися від шашликів, але її надумане виправдання не спрацьовує. Єдиною перевагою її дня є те, що вона знайшла нового друга, Правіну, під час шкільних зборів. Водночас у нас є серцеїд Мін Хо, який намагається уникнути Кітті. Йому також неприємно, що тато надіслав йому подарункову корзину, не врахувавши, що йому подобається. Він упевнений, що батько хоче використати його для піар-ходу, і може бути правий. Виявляється, його тато — новий інвестор. Завдяки своїй пожертві на «Мистецьку програму» він ошиватиметься навколо, щоб запустити програму виконавського мистецтва в школі. Він — великий менеджер талантів, і всі, крім Мін Хо, раді отримати можливість стати частиною його нової програми, яка може дати їм шанс стати «зірковими». Під час вечері з барбекю Дае просить Кітті поговорити з Мін Хо, оскільки він вважає, що він відповідальний за напругу між ними. Мін Хо поводиться так, ніби покінчив з Кітті, і що це ніколи не було настільки серйозно. Він стверджує, що залишив все в минулому, але питає, чи є ймовірність, що Кітті подобається йому, оскільки вона посміхнулася після його зізнання. По ходу вечері Юрі виголошує зворушливу промову про те, як вона рада, що знайшла другу сім’ю в K.I.S.S. Промова змушує Кітті передумати змінювати кімнату. Вона обманює себе, думаючи, що може бути просто друзями з Юрі. Коли вона зізнається Юрі, що вона бі, та її підтримує і розповідає, що її батьки не підтримували її після камінг-ауту. Після вечері з барбекю Кіті телефонує бабусі по відеозв'язку. На жаль, та кидає слухавку, коли Кітті згадує про переїзд Єви до Кореї. Після розмови Кітті стає ще цікавіше дізнатися, що приховує її бабуся. Епізод закінчується тим, що Стелла висловлює інтерес до Мін Хо, а Кітті ділиться з нею його номером телефону. Однак, виходячи з іншого дзвінка, який отримує Стелла, де її називають Естер, вона може бути не тією, за кого себе видає. Кітті планує зосередитися на навчанні та дізнатися більше про свою маму. Вона сподівається почати стосунки без драм і залишити Юрі у своєму минулому. Вона приймає пораду Лари-Джин і пише листа, в якому докладно описує свої почуття до Юрі, щоб допомогти собі забути її. Вона сподівається, що лист стане якорем, який не дасть їй знову поринути в хаос. |                    |                          |                    |                                    |                         |
| 12 | 2                  | «Жодних поцілунків»      | Катіна Медіна Мора | Шивон Вівіан                       | 16 січня 2025           |
| У Кітті з'являється нове кохання, Правіна, але ніч закінчується жахливо після того, як та дізнається, що Кітті має почуття до Юрі. Джуліана знає, що Кітті закохана в Юрі, і видає одну з порад Кітті за свою після того, як дізнається, що Їна та Юрі не спілкуються після того, як спочатку підтримали її здійснити камінг-аут, але не дозволяли їй ділитися цим з іншими членами сім’ї. Кітті дізнається від Іни, що Саймон був не першим коханням її матері, а двоюрідним братом. Джин, суперник по трекінгу К'ю, обманює його, і хоч йому вдається прибути вчасно (з Кітті, яка вдає, що непритомніє на треку, щоб відволікти увагу), він програє йому. Розмовляючи з К'ю, Кітті згадує про стосунки Юрі та Джуліани, про що чує Лі та каже їм, що один із них має виїхати з гуртожитку. Спочатку Мін Хо вважає Стеллу нудною після їхнього першого побачення, але, почувши, як вона протистояла його батькові, висловлюючи йому підтримку, він бачить її новими очима та цілує. |                    |                          |                    |                                    |                         |
| 13 | 3                  | «Новорічний поцілунок»   | Стівен Цучіда      | Сара Чой                           | 16 січня 2025           |
| Напруга між Кіті та Джуліаною почалася після того, як вона випадково розповіла про їхні стосунки, через що Юрі знову переїхала до своєї мами. Джуліана каже Юрі, що це була ідея Кітті, щоб вона стала ближче до своєї мами. Джуліана засмучується, оскільки Юрі запізнюється на виставку її картин, оскільки вона була з Кітті. Під час Соллалю тато Мін Хо організовує шоу талантів, першим призом якого є грошова винагорода. Мін Хо заохочує Дае до участі, і він знаходить дівчину на ім’я Юніс, щоб допомогти йому танцювати, і вони обидва подобаються один одному. Кітті та Правіна заручаються допомогою Мін Хо для пограбування, оскільки вона хоче відкрити капсулу часу, у наповненні якої брала участь її мама, і хоче дізнатися більше. Виявляється, це відеозапис, який вона дивиться разом з Юрі, оскільки і Єва, і Іна робили це разом. Кітті дізнається, що Єва та Саймон планували допомогти своїм матерям помиритися, і Кітті вирішує піти шукати свою родину після лижної прогулянки, попросивши Юрі поїхати з нею. Вона та Юрі цілуються, коли Мін Хо входить і бачить їх. |                    |                          |                    |                                    |                         |
| 14 | 4                  | «Розмови про поцілунки»  | Стівен Цучіда      | Аланна Беннетт                     | 16 січня 2025           |
| Батько Мін Хо не приїжджає на лижну прогулянку, оскільки Джун Хо, його старший син, у Сеулі. К'ю таємно запрошує Джіна в подорож і мириться з Мін Хо і Дае. Юрі просить Кіті нікому не розповідати про їхній поцілунок, так як вона кохає Юліану. Лист Кітті до Юрі знаходить Юніс і читає його всім, через що Юрі та Джуліана, а також Правіна та Кітті розходяться. Кітті заходить у джакузі, і Мін Хо приєднується до неї, щоб втішити її, викликаючи тертя зі Стеллою, яка їх бачить. Кітті дізнається від Джина, що Стелла щось шукала в ящиках столу і що саме вона віднесла її листа Юрі. Мін Хо каже Стеллі, що має почуття до Кітті, і Дае слухає, почуваючись ображеним і припиняючи їхню дружбу. |                    |                          |                    |                                    |                         |
| 15 | 5                  | «Поцілунок між рідними»  | Анна Мастро        | Джордж Норті                       | 16 січня 2025           |
| Юрі, Джуліана та Правіна ігнорують Кітті. Кітті підозрює, що за чимось стоїть Стелла, після того як вона схопила її лист і попросила К'ю перевірити її, а також попросила його поговорити з Джуліаною, щоб спробувати загладити з нею провину. Після того, як Джуліана та К'ю зустріли Стеллу біля кіберкафе, вона погодилася, що вона дивна і, можливо, щось планує. Кітті відвідує своїх родичів з Мін Хо, але її виганяє її двоюрідна тітка, коли вона розповідає їй, хто вона. Після розмови з її зведеним братом Юрі розуміє, що їй потрібно дати Джуліані простір і припинити переслідувати її. З’являється обліковий запис Instagram під назвою «Moon Leaks», який розповсюджує скандальну інформацію про батька Мін Хо. Дае просить Мін Хо відвезти його до лікарні, оскільки його батько потрапив у автомобільну аварію. |                    |                          |                    |                                    |                         |
| 16 | 6                  | «Поцілунок і примирення» | Анна Мастро        | Ніна Кім                           | 16 січня 2025           |
| Пітер Кавінскі прибуває до Кореї на гру в лакрос і передає Кітті кілька листів, знайдених Ларою Джин, між Саймоном і Євою. Кітті дізнається, що коли їй було три роки, вона мала поїхати до Кореї з матір’ю, щоб помиритися з родиною, але цього не сталося через її смерть. Після скандалу «MoonLeaks» Мун пояснює, що планує організувати масштабніший захід, де переможець конкурсу матиме контракт, але приймаються лише сольні виступи, тобто Дае та Юніс будуть змагатися один проти одного. Мін Хо дізнається, що від Джун Хо, його старшого зведеного брата по батьківській лінії, завагітніла дівчина, що було причиною того, чому його батько пропустив Sulleol з ним. Мін Хо вирішує допомогти Дае виграти змагання, і вони згладжують провину один перед одним. Юрі розмовляє з Джівон, і вона вирішує написати Кітті. Джин отримує травму, і К'ю замінює його в змаганні з треку, отримавши врешті перемогу. Кітті розмовляє з Мін Хо, викриваючи Стеллу як Естер Шім, дівчину, яка колись проходила прослуховування для «Молодих зірок», і була відкинута через те, що не мала відповідного зовнішнього вигляду, стала вірусною і всі глузували з неї. Мін Хо відмовляється їй вірити, заявляючи, що вона розбила йому серце, а тепер намагається зруйнувати його стосунки. Пітер підтверджує, що Кітті довіряє їй, і що її участь допомогла йому зустрітися з Ларою Джин. Наприкінці епізоду чути, як Стелла слухає розмову між Мін Хо та його батьком, оскільки вона помістила прихований мікрофон у годинник, який вона змусила Мін Хо подарувати своєму батькові, який розмістив його у своєму офісі. Вона посміхається, слухаючи, що скандал Джун Хо зруйнує його компанію. |                    |                          |                    |                                    |                         |
| 17 | 7                  | «Поцілунок смерті»       | Шервін Шілаті      | Рауль Мартін Ромеро і Шивон Вівіан | 16 січня 2025           |
| Мун оголошує, що переможець конкурсу буде виступати на розігріві для Джун Хо, і Стелла просить Мін Хо дати їй шанс, навіть якщо прийом заявок вже закритий. Юрі нагадує Дае, що, незважаючи на те, що Юніс йому подобається, він повинен виграти для свого батька. Кітті сниться Мін Хо, і, хоча вона це заперечує, вона розуміє, що має почуття до нього. Вона возз’єднується з Джівоном, і їй вдається побачити свою двоюрідну тітку на ринку з Мін Хо, яка прибуває, щоб підтримати її. Кітті показує їй листи між Саймоном і Євою, і вона пояснює, що розрив між сестрами стався, коли бабуся Кітті відмовилася вийти заміж за хлопця, якого вибрали для неї батьки, і, натомість, вийшла заміж за дідуся Кітті, що призвело до того, що її сестра сказала своїм батькам, що призвело до того, що вони втратила зв’язок один з одним, поки вона не запланувала поїхати до Кореї з Євою. Юніс і Дае розходяться, оскільки змагання стає поміж ними. Кітті танцює з Мін Хо, дякуючи йому за допомогу та вибачаючись за те, що вона сказала про Стеллу. Він розуміє, що Кітті мала рацію щодо Стелли, коли вона приходить із макіяжем і каже, що їй потрібен новий вигляд, і згадує, як вона сказала під час прослуховування, що краса має бути всередині. Стелла погрожує Мін Хо не тільки публічно згадати про те, що танцівниця завагітніла від його брата, але й неправдиво звинуватити Кітті в створенні облікового запису «MoonLeaks», підкинувши інформацію на її ноутбук. Епізод закінчується тим, що Кітті розуміє, що закохалася в Мін Хо. |                    |                          |                    |                                    |                         |
| 18 | 8                  | «Поцілунок на згоду»     | Шервін Шілаті      | Валентина Гарса                    | 16 січня 2025           |
| Марго дзвонить Кітті та розповідає їй та Джівону, що їхня бабуся погодилася загладити провину та купує їм квитки на літак, щоб полетіти до Кореї. На конкурсі Мін Хо розповідає своєму батькові правду про Стеллу та про те, як вона шантажує їх, що розкриє правду про Джун Хо, якщо не виграє. Стелла саботує інших конкурентів, через що підбори Юніс ламаються під час її виступу, а танцюристів Дае нудить від алкогольних напоїв і саботує його саундтрек. Кітті приходить на допомогу, переконуючи директора Лі грати на його гітарі, а банду грати роль танцюристів. Джин розповідає К'ю, що він імітував травму ноги, а К'ю розповідає йому, що його прийняли в літній тренувальний табір USC. Виступ Стелли скасовано, і на сцену виходить Джун Хо, який робить пропозицію Їнджі, своїй дівчині, і розповідає про її вагітність. Мун вибачається перед Стеллою перед тим, як відправити її назад до Огайо. Мін Хо запитує Стеллу, чи були її почуття до нього справжніми, і вона відповідає, що спочатку вона прикидалася, але вони стали справжніми, однак вона знала, що він не був повністю відданий їй через свої почуття до Кітті. Юніс виграє змагання, розчаровуючи Дае, оскільки він хотів виграти гроші, але його батько запевняє його, що з ними все буде добре. Правіна та Джуліана тепер пара, засмучуючи Юрі, яка хотіла помиритися з нею, і дізнається, що вона тепер розорена після колективного позову, поданого проти її батька. Рейс, на який забронювали квитки Марго та її бабуся, скасовано, але Мін Хо пропонує свій літак, і бабуся Кітті возз’єднується зі своєю сестрою та загладжує провину. Марго каже Кітті, що вона схожа на їхню матір, і як би вона пишалася цим. Завдяки підтримці, яку школа отримала після концерту, стипендію Кіті поновлено, і вона зможе повернутися наступного навчального року. Вона планує зізнатися у своїх почуттях Мін Хо, перш ніж той каже, що планує приєднатися до туру свого брата з їхнім батьком. Вона запитує його, чи може вона приєднатися до нього, і він погоджується. |                    |                          |                    |                                    |                         |

## Виробництво
У березні 2021 року було оголошено, що розробляється спіноф серії фільмів «Усім хлопцям», кожен епізод якого буде півгодинною романтичною комедією. Серіал був розроблений як ексклюзив Netflix від «Awesomeness» і ACE Entertainment. Повідомляється, що оригінальна авторка книг Дженні Хан була творцем, сценаристом і виконавчим продюсером, а також написала сценарій пілоту разом із Шивон Вівіан. Повідомлялося також, що Анна Кеткарт знову зіграє роль Кітті Сонг Кові. Через шість місяців Netflix замовив десять епізодів разом із оголошенням про інших членів знімальної групи. Саша Ротшильд і Метт Каплан приєдналися до Хан як виконавчі продюсери, тоді як перший також є шоураннером разом з Хан. 5 квітня 2022 року Чой Мін Йонг, Ентоні Кейван, Джіа Кім, Сан Хон Лі, Пітер Турнвальд і Ріган Алія були обрані на роль постійних учасників серіалу, а Юнджин Кім, Майкл К. Лі та Джоселін Шелфо приєдналися до акторського складу в повторюваних ролях. До того часу виробництво було розпочато в Сеулі. Джіа Кім і Сан Хон Лі, актори, які зіграли Юрі та Мін Хо відповідно, є рідними братом і сестрою в реальному житті.
14 червня 2023 року Netflix продовжив серіал на другий сезон. 25 квітня 2024 року було оголошено про початок зйомок другого сезону в Сеулі.

## Реліз
Цілую, Кітті вийшов на Netflix 18 травня 2023 року. Прем'єра другого сезону відбулася 16 січня 2025 року.

## Сприйняття
Для першого сезону веб-сайт агрегатора рецензій Rotten Tomatoes повідомив про 81 % рейтинг схвалення із середнім рейтингом 5,8/10 на основі 27 відгуків критиків. Консенсус критиків веб-сайту говорить: «Скромне та миле продовження всіх фільмів, які шанувальники любили раніше, Цілую, Кітті цілиться прямо в серце та залишає свій слід». Metacritic, який використовує середньозважену оцінку, присвоїв оцінку 68 зі 100 на основі восьми критиків, вказуючи на «загалом схвальні відгуки».
Другий сезон має рейтинг схвалення 77 % на Rotten Tomatoes на основі 13 відгуків критиків із середнім рейтингом 6,4/10. На Metacritic він має середньозважену оцінку 68 зі 100 на основі 4 критиків, що вказує на «загалом схвальні» відгуки.
У той час як серіал мав високі перегляди на Netflix у понад 50 країнах, він отримав мінімальну увагу в Південній Кореї, де відбувається дія серіалу. Причиною цього називають те, що глобальний успіх південнокорейських медіа призвів до того, що жителям країни байдуже на їх зображення в іноземній продукції. Інше пояснення полягало в тому, що в Південній Кореї трилери та гостросюжетні серіали популярніші, ніж романтичні шоу.

### Нагороди й номінації
| Рік  | Нагорода                        | Категорія                    | Отримувач    | Результат | Прим.  |
| ---- | ------------------------------- | ---------------------------- | ------------ | --------- | ------ |
| 2023 | Дитяча та сімейна премія «Еммі» | Найкращий підлітковий серіал | Цілую, Кітті | Номінація | [ 27 ] |